# Doctor Samuel León Brindis, Palenque
Doctor Samuel León Brindis är en ort i Mexiko.   Den ligger i kommunen Palenque och delstaten Chiapas, i den sydöstra delen av landet, 800 km öster om huvudstaden Mexico City. Doctor Samuel León Brindis ligger 228 meter över havet och antalet invånare är 1 320.
Terrängen runt Doctor Samuel León Brindis är varierad, och sluttar norrut. Runt Doctor Samuel León Brindis är det ganska glesbefolkat, med 34 invånare per kvadratkilometer. Närmaste större samhälle är Palenque, 9,8 km nordväst om Doctor Samuel León Brindis. I omgivningarna runt Doctor Samuel León Brindis växer i huvudsak städsegrön lövskog.